# Listă de masacre îndreptate împotriva armenilor
Aceasta este lista masacrelor îndreptate împotriva etnicilor armeni.
| Nume                                                           | Dată                      | Locație                                                                         | Autori                                            | Numărul de victime armene                |
| -------------------------------------------------------------- | ------------------------- | ------------------------------------------------------------------------------- | ------------------------------------------------- | ---------------------------------------- |
| Masacrele hamidiene⁠(en)[traduceți]                             | 1894–1896                 | Imperiul Otoman                                                                 | Guvernul otoman condus de sultanul Abdul Hamid II | 88.243–300.000                           |
| Masacrele tătaro-armene⁠(en)[traduceți]                         | 1905–1907                 | Baku, Gandja, Naxcivan, Șuși                                                    | Musulmani caucazieni și armeni                    | 3.000-10.000 de ambele tabere            |
| Masacrul din Adana⁠(en)[traduceți]                              | aprilie 1909              | orașul Adana, Vilaietul Adana                                                   | guvernul Junilor Turci                            | 30.000                                   |
| Genocidul Armean                                               | 1915–1923                 | Imperiul Otoman                                                                 | guvernul Junilor Turci                            | 1.500.000 - 1.800.000                    |
| Zilele din septembrie⁠(en)[traduceți]                           | septembrie 1918           | Baku, Republica Democratică Azerbaidjan (sub control turcesc la acea vreme)     | Armata Islamului⁠(en)[traduceți]                   | 30.000                                   |
| Revoltele musulmane din Kars și Șarur–Nahicevan⁠(en)[traduceți] | iulie 1919 – iulie 1920   | Ararat, Kars, Nahicevan, Șarur, Surmalu                                         | soldați și localnici azeri și turci               | 10,000                                   |
| Masacrul din Agulis⁠(en)[traduceți]                             | 24-25 decembrie 1919      | Agulis, Republica Democrată Armeană                                             | grupări azere și turce                            | 1,400                                    |
| Masacrul din Khaibalikend⁠(en)[traduceți]                       | iunie 1919                | Nagorno-Karabah (disputat; sub controlul Azerbaidjanului la acea vreme)         | Armata azeră                                      | 700                                      |
| Masacrul din Șuși⁠(en)[traduceți]                               | martie 1920               | Șuși, Nagorno-Karabah (disputat; sub controlul Azerbaidjanului la acea vreme)   | Armata azeră                                      | 20.000–30.000                            |
| Războiul turco-armean                                          | septembrie-decembrie 1920 | Republica Democrată Armeană                                                     | Mișcarea Națională Turcă                          | 60.000 - 98.000 civili armeni            |
| Pogromul de la Istanbul                                        | 6-7 septembrie 1955       | Istanbul, Turcia                                                                | autoritățile turce                                | 30 (inclusiv greci)                      |
| Pogromul de la Sumgait                                         | februarie 1988            | Sumgait, Republica Sovietică Socialistă Azerbaidjană                            | Grupări azere                                     | 26 (oficial) - 30 (surse neoficiale)     |
| Pogromul din Kirovabad⁠(en)[traduceți]                          | noiembrie 1988            | Gandja, Republica Sovietică Socialistă Azerbaidjană                             | Grupări azere                                     | 10–12 (oficial) la 130(surse neoficiale) |
| Pogromul armenilor din Baku⁠(en)[traduceți]                     | ianuarie 1990             | Baku, Republica Sovietică Socialistă Azerbaidjană                               | Grupări azere                                     | 90                                       |
| Revoltele din Dușanbe, 1990⁠(en)[traduceți]                     | 12-14 februarie 1990      | Dușanbe, Republica Sovietică Socialistă Tadjikă                                 | Grupări tadjike                                   | 26                                       |
| Masacrul din Artașevan                                         | mai 1991                  | Artașevan, Nagorno-Karabah                                                      | Forțele armate azere                              | 300                                      |
| Masacrul din Maraga⁠(en)[traduceți]                             | 10 aprilie 1992           | Maraga, Nagorno-Karabah (disputat; sub controlul Azerbaidjanului la acea vreme) | Forțele armate azere                              | 50-100                                   |